# Apostolinki
Apostolinki, Instytut Królowej Apostołów dla powołań, Siostry Królowej Apostołów – żeńskie zgromadzenie zakonne założone przez ks. Jakuba Alberione 8 września 1959 roku.

## Cel
Głównym celem zgromadzenia jest posługa powołaniowa, głównie wśród ludzi młodych. Siostry wydają gazety, czasopisma, płyty o tematyce powołaniowej, prowadzą również centra powołaniowe itp.

## Duchowość
Siostry Apostolinki należą do duchowej rodziny paulińskiej założonej przez bł. Jakuba Alberione. Ich celem jest apostolstwo powołaniowe, a w szczególności troska o powołania do kapłaństwa i różnych form życia konsekrowanego poprzez modlitwę oraz posługę wśród młodzieży szukającej sensu życia i własnego miejsca w Kościele i w świecie.
Apostolinki pragną upodobnić do Pana Jezusa całą swoją osobę: myśli, uczucia, wolę, aby mogły się zrealizować w nich słowa św. Pawła: Żyję już nie ja, lecz żyje we mnie Chrystus. Całym swoim życiem naśladują też Maryję Królową Apostołów i Matkę Pierwszego Apostoła – Jezusa Chrystusa w Jej całkowitej odpowiedzi na Wolę Bożą, wytrwałym wsłuchiwaniu się w Słowo Boże oraz matczynej obecności przy pierwszych Apostołach i uczniach Pana.

## Strój zakonny
Niebieski habit z przypiętym do kołnierzyka krzyżykiem i niebieski welon.